# ضمان الجودة (برمجيات)
تتضمن عملية ضمان جودة البرمجيات (بالإنجليزية: Software quality assurance اختصاراً SQA)‏ استخدام عدة وسائل لمراقبة عمليات هندسة البرمجيات والأساليب والمنهجيات المستخدمة لضمان جودتها[بحاجة لمصدر]. تتنوع الوسائل والأدوات المستخدمة للتحقق من جودة البرمجيات، وقد تشمل ضمان مطابقة المنتج البرمجي لأحد معايير الجودة -أو أكثر- كـأيزو 9000 أو أحد النماذج المستخدمة في عمليات تكامل نموذج نضوج المقدرة.
يتعلق ضمان جودة البرمجية بعملية تطوير البرمجيات بأكملها، والتي تشمل عمليات عديدة كتحديد المتطلبات وتصميم البرمجية والبرمجة والتحكم بالمراجعات ومراجعة الشيفرة البرمجية وإدارة التغيير وإدارة الإعدادات وفحص البرمجيات وإدارة الإصدارات وتكامل المنتج. تنظم عمليات ضمان الجودة في أهداف وأنشطة ومهام ومقاييس وتحقُّق.
تقدم الجمعية الأمريكية للجودة شهادة «مهندس جودة البرمجيات المؤهل» (CSQE)، بحيث يتقدم الشخص لإمتحانات تعقدها الجمعية مرتين في العام[بحاجة لمصدر]
تهدف عملية تأكيد جودة البرمجيات إلى فحص مكونات وشيفرة البرمجية للتأكد من خلوها من الأخطاء ومطابقتها للمواصفات والمعايير الموضوعة من قبل مستخدمي البرمجية وذلك قبل إصدار تلك البرمجية إلى المستخدمين المعنيين بها، كما وتهدف عملية تأكيد جودة البرمجيات إلى التأكد من أن البرمجية الموضوعة للإصدار تطابق احتياجات ومتطلبات سوق العمل من حيث نوعية المستخدمين الموجهة إليهم تلك البرمجية بالإضافة إلى وقت إصدارها.
تقوم عملية تأكيد جودة البرمجية على اتباع طرق وخطوات وتقنيات منهجية ومدروسة النتائج أثناء عملية الفحص ويجدر القول بأن هذه الطرق معتمدة عالميا بشهادات ومعايير تمنح من جهات مسؤولة.

## الأهداف
يعتبر ضمان جودة البرمجيات SQA من الممارسات الأساسية في هندسة البرمجيات، ويقوم هذا المجال على نهج متكامل يرتكز على ثلاثة محاور رئيسية: السياسات والإجراءات والمعايير المعتمدة على مستوى المنظمة، والسياسات والإجراءات الخاصة بكل مشروع برمجي على حدة، بالإضافة إلى الالتزام بتنفيذ الإجراءات المناسبة والمحددة مسبقًا لضمان الجودة.
تقدم الإرشادات التطبيقية لمعيار ISO 9001:2015 في مجال البرمجيات من خلال الوثيقة الفنية ISO/IEC/IEEE 90003:2018، والتي تعتبر مرجع لتطبيق نظام إدارة الجودة ضمن بيئة تطوير البرمجيات. ويمكن كذلك الاستعانة بجهات خارجية لإجراء تقييمات مستقلة للتحقق من التزام المشاريع البرمجية بالمعايير القياسية.
أما فيما يتعلق بجودة البرمجيات على وجه الخصوص، فيوصى بتطبيق مواصفة ISO/IEC 9126، والتي تم استبدالها لاحقًا بالإصدار الأحدث ISO/IEC 25010، لتوفير إطار منهجي لتقييم خصائص جودة البرمجيات وقياسها بموضوعية.